# Natalie Ringler
Natalie Ringler, född 25 april 1973 i Spånga församling i Stockholm av polsk-judiska föräldrar, är en svensk teaterregissör.

## Biografi
Natalie Ringler studerade teaterregi vid Państwowa Wyższa Szkoła Teatralna (Teaterhögskolan) i Kraków och på Dramatiska institutet där hon utexaminerades år 2000. Hon är mest känd för Vår klass av Tadeusz Slobodzianek på Teater Galeasen 2013, teaterns största publikframgång någonsin. Hon har även regisserat i Warszawa.

## Teater

### Regi (ej komplett)
| År   | Produktion                                                                      | Upphovsmän                                                                       | Teater                   |
| ---- | ------------------------------------------------------------------------------- | -------------------------------------------------------------------------------- | ------------------------ |
| 2001 | Snart kommer tiden                                                              | Line Knutzon Översättning Yvonne Eklund                                          | Helsingborgs stadsteater |
| 2001 | Två pudlar                                                                      | Staffan Skott                                                                    | Stockholms stadsteater   |
| 2006 | Broder hund                                                                     | Lucas Svensson                                                                   | Teater Galeasen          |
| 2007 | Dubbelnelson                                                                    | Ignacio Apolo Översättning Sofia von Malmborg                                    | Unga riks                |
| 2010 | Två fattiga rumäner som talar polska Dwoje biednych Rumunów mówiących po polsku | Dorota Masłowska Översättning Jarema Bielawski                                   | Folkteatern, Göteborg    |
| 2010 | Metallflickan Między nami dobrze jest                                           | Dorota Masłowska Översättning Jarema Bielawski                                   | Teater Galeasen          |
| 2011 | Thords värld                                                                    | Martina Montelius                                                                | Teater Galeasen          |
| 2011 | Att upptäcka världen                                                            | Nikolaj Khalezin Översättning Dmitri Plax                                        | Radioteatern             |
| 2011 | En enkel historia                                                               | Natalia Koljada Översättning Dmitri Plax                                         | Radioteatern             |
| 2012 | Limpan                                                                          | Allan Edwall Dramatisering Martina Montelius                                     | Teater Brunnsgatan Fyra  |
| 2013 | Vår klass Nasza klasa                                                           | Tadeusz Slobodzianek                                                             | Teater Galeasen          |
| 2016 | NomNomNom                                                                       | Dimen Abdulla                                                                    | Dramaten                 |
| 2016 | Mästaren och Margarita Мастер и Маргарита, Master i Margarita                   | Michail Bulgakov Översättning Lars Erik Blomqvist, Dramatisering Niklas Rådström | Teaterhögskolan i Luleå  |
| 2016 | Flyktdjur                                                                       | Christina Ouzounidis                                                             | Teater Galeasen          |
| 2020 | Irakisk Kristus رواية المسيح العراقي                                            | Hassan Blasim Dramatisering Lucas Svensson                                       | Teater Galeasen          |
| 2022 | Adressat okänd Address Unknown                                                  | Kathrine Kressmann Taylor(en) Översättning Hanna Axén                            | Kulturhuset Stadsteatern |

## Priser och utmärkelser
- 2014 – Medeapriset[2]
- 2021 – Svenska Dagbladets Thaliapris[3]